# Hugues Taraval
Hugues Taraval, né le 27 février 1729 à Paris et mort le 19 octobre 1785 dans la même ville, est un peintre français.

## Biographie
Hugues Taraval est le fils de Guillaume Taraval (1701-1750), qui lui enseigne les premiers rudiments de la peintre. De 1732 à 1750, il passe sa jeunesse à Stockholm où son père, premier peintre du roi de Suède, qui avait été appelé à Stockholm par l'intendant des Beaux-Arts Harlemann, réalisait des décors dans les palais royaux.
De retour à Paris, il devient l'élève de Jean-Baptiste Marie Pierre (1714-1789) au sein de l’Académie royale de peinture et de sculpture. Lauréat du prix de Rome en 1756, avec Job raillé par sa femme (musée des beaux-arts de Marseille), Taraval entre à l'École royale des élèves protégés dirigée par Carle Van Loo (1705-1765), avant de séjourner à Rome en tant que pensionnaire de l'Académie de France de 1759 à 1763. Agréé à l'Académie royale de peinture et de sculpture en 1765, il y est reçu en 1769, avec son morceau de réception, Le Triomphe de Bacchus, un des éléments du plafond de la Galerie d'Apollon au musée du Louvre.
Peintre décorateur, il œuvra au château de Bellevue à Meudon (1767), à l'École militaire de Paris (1773), au Collège de France (1777), au château de Marly (1781) et au château de Fontainebleau (1781).

## Généalogie
- François Taraval (?), orfèvre à Perpignan 
  - François Taraval (vers1665-Paris, 7 février 1715), maître peintre, sculpteur et doreur à Paris
    - Guillaume-Thomas Taraval (Paris, 21 décembre 1701-Stockholm, 1750), peintre du roi de Suède
      - Hugues Taraval
      - Louis Gustave Taraval
        - Jean Gustave Taraval

## Œuvres dans les collections publiques
En France
- Châlons-en-Champagne, musée des beaux-arts et d'archéologie de Châlons-en-Champagne, Hercule enfant étouffant des serpents 1767 ;
- Lille, palais des beaux-arts de Lille : Le Sacrifice d'Abraham, huile sur toile ;
- Orléans, musée des Beaux-Arts : Évêque agenouillé, 1763, sanguine sur papier vergé, 51,5 x 41,5 cm[2].
- Paris, musée Nissim de Camondo : Le Sommeil, attribué à Hugues Taraval ;
- Paris, église Saint-Jean-Saint-François : Le sacrifice de Noé

En Grèce
- Athènes, Pinacothèque nationale, La mort d'Adonis, huile sur toile, 228 × 164 cm[3] ;

Au Royaume-Uni
- Londres, Wallace Collection : Le Réveil, 1781, huile sur toile, commandé en 1781 pour la chambre de la reine du château de Marly ;

En Russie
- Moscou, musée Pouchkine, La Toilette de Vénus, huile sur toile ;

En Suède
- Stockholm, musée national : Vénus et Adonis, Salon de 1765, huile sur toile.

## Galerie

Œuvres d'Hugues Taraval
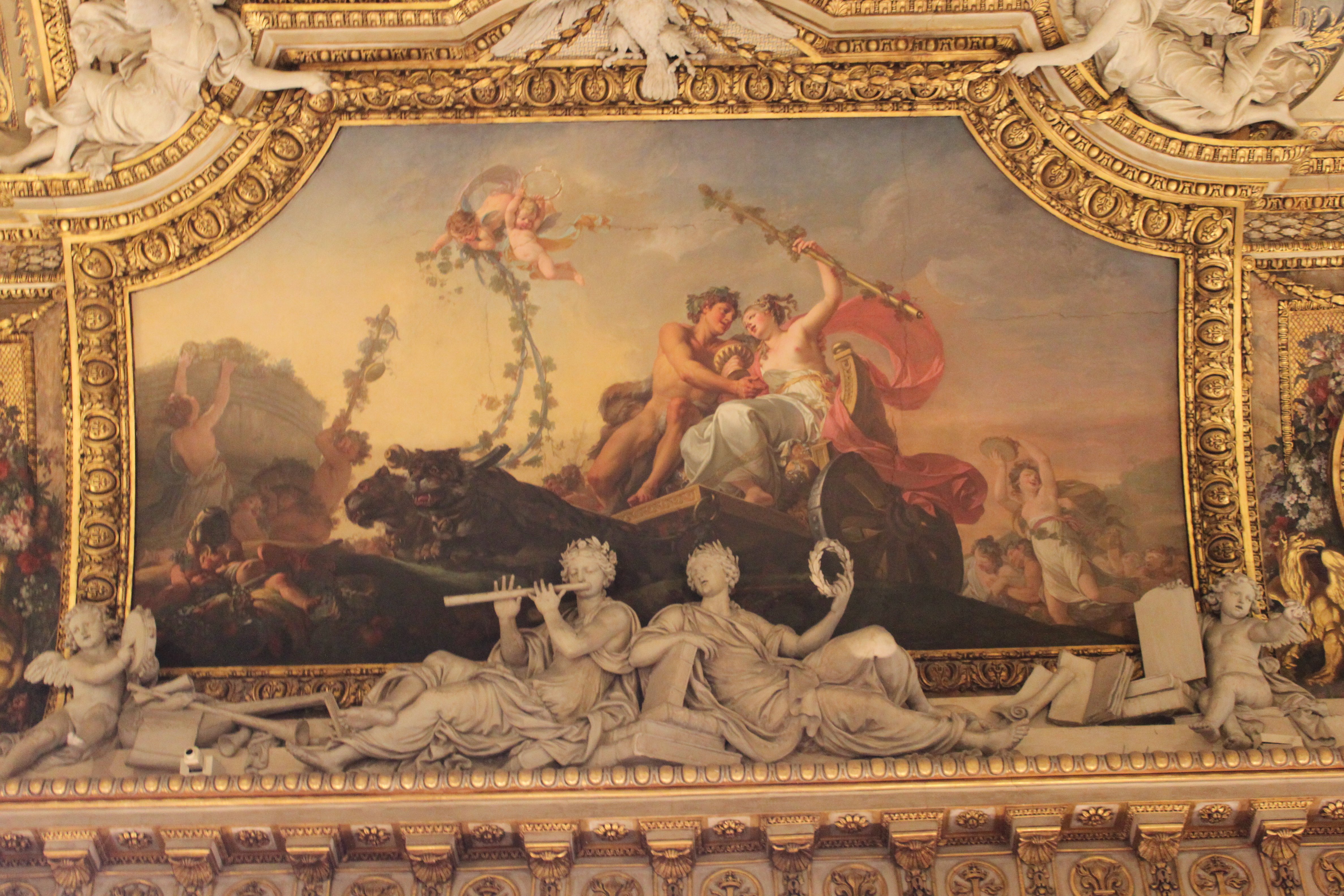
L’Automne ou Le Triomphe de Bacchus et d’Ariane (1769), Paris, musée du Louvre, Galerie d'Apollon.
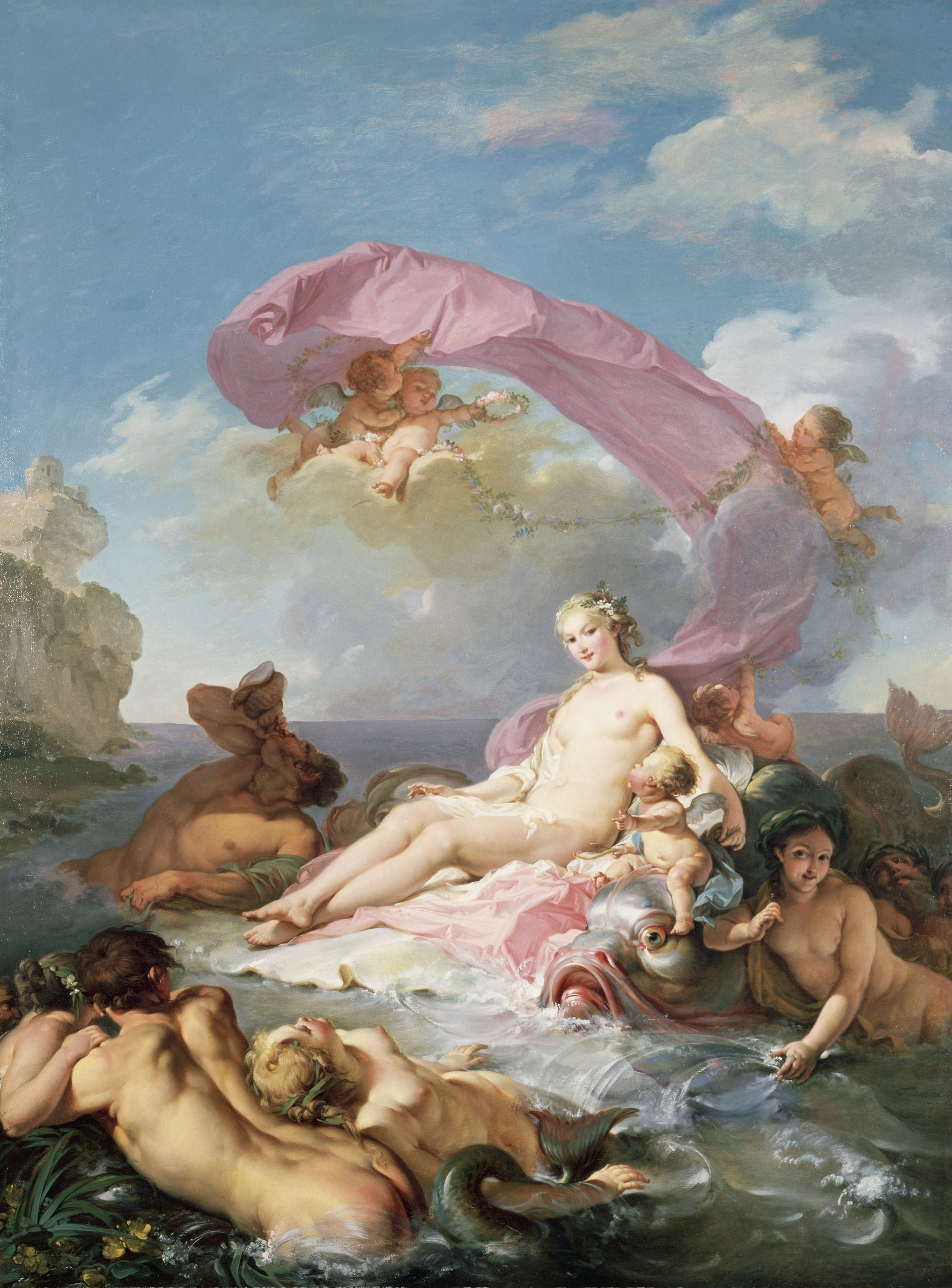
Le Triomphe d'Amphitrite (1780), Amherst, Mead Art Museum.
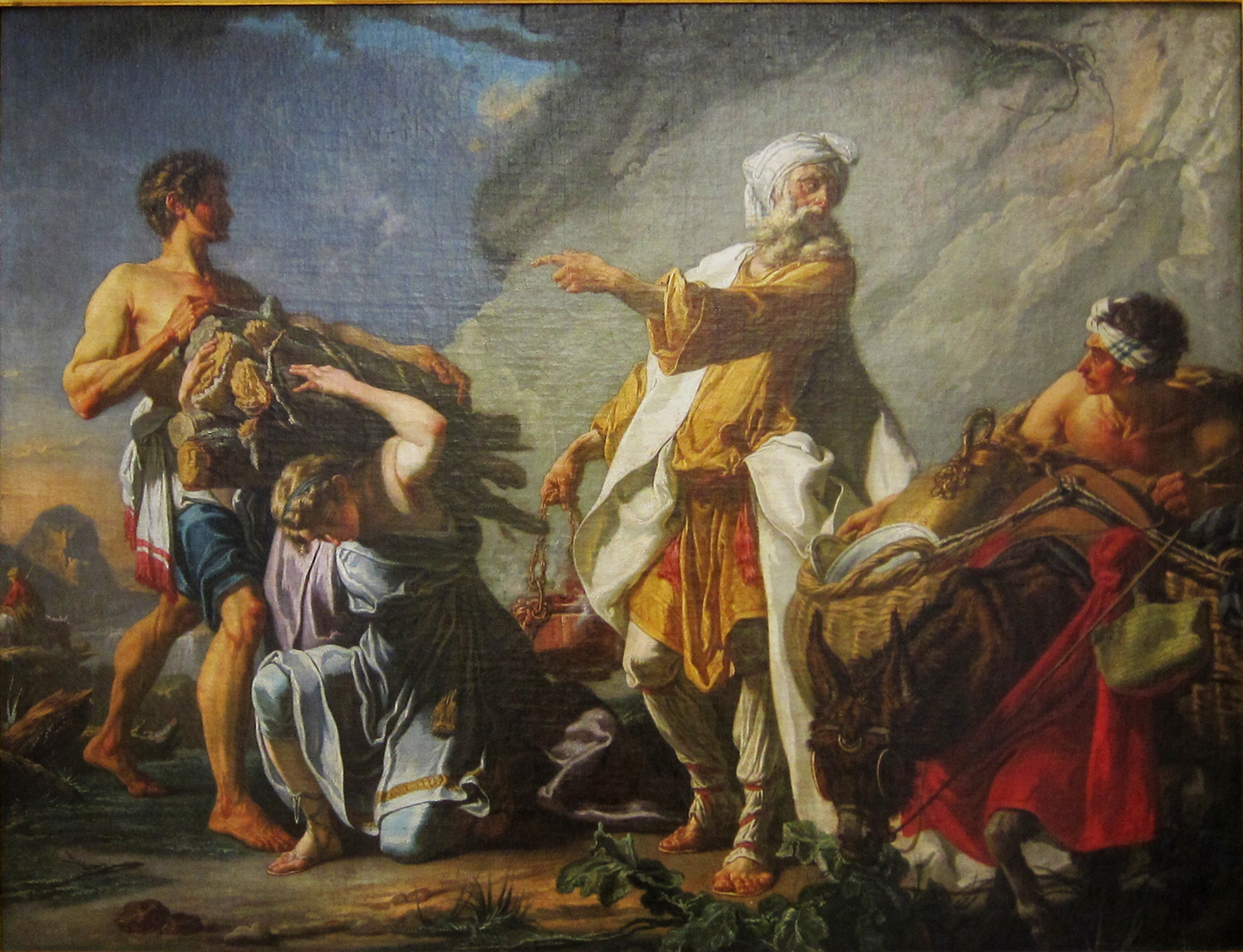
Le Sacrifice d'Abraham, palais des beaux-arts de Lille.